# جينيفا (نيويورك)
جينيفا (بالإنجليزية: Geneva (town), New York)‏ هي بلدة أمريكية تقع في الولايات المتحدة في مقاطعة أونتاريو، نيويورك. يقدر عدد سكانها بـ 3,291 نسمة ومساحتها 49.5 كم2 وترتفع عن سطح البحر 186 متر.